# Prezident Turecka
Prezident Turecka, oficiálně prezident Turecké republiky (turecky Türkiye Cumhuriyeti Cumhurbaşkanı), je hlavou státu a předsedou vlády Turecka. Prezident je vrchním velitelem turecké armády. Prezident rovněž stojí v čele Národní bezpečnostní rady.
Úřad tureckého prezidenta byl zřízen vyhlášením Turecké republiky 29. října 1923, přičemž prvním prezidentem byl Mustafa Kemal Atatürk.
Prezident Turecka je označován jako Cumhurbaşkanı (doslova vůdce republiky), dříve archaicky jako Cumhurreisi nebo Reis-i Cumhur (doslova hlava republiky či hlava lidu). Urážka tureckého prezidenta je zakázána článkem 299 tureckého trestního zákoníku, včetně zakladatele Turecka Atatürka, který má svůj samostatný zákon.
Prezidentský úřad byl tradičně převážně ceremoniální funkcí, skutečnou výkonnou moc vykonával předseda vlády. Ústavní změny schválené v ústavním referendu v roce 2017 však zrušily funkci předsedy vlády a svěřily prezidentovi plnou výkonnou moc s účinností od parlamentních voleb v roce 2018.
Recep Tayyip Erdoğan je dvanáctým a současným tureckým prezidentem, který tento úřad zastává od 28. srpna 2014. Od 9. července 2018 je Erdoğan prvním prezidentem po zrušení funkce předsedy vlády. Prezident je volen v přímé volbě oprávněnými tureckými voliči na pětileté funkční období, které lze jednou prodloužit.

## Kvalifikace
Aby se kandidát mohl stát tureckým prezidentem, musí mít dokončené vysokoškolské vzdělání a musí mu být alespoň čtyřicet let. Pokud je členem Velkého národního shromáždění, musí se svého mandátu vzdát.
V minulosti museli turečtí prezidenti přerušit veškeré vztahy, pokud nějaké měli, se svou politickou stranou. Tato konvence existovala proto, aby byla zajištěna nestrannost prezidenta. Přeorientování prezidentského úřadu v roce 2017 na úřad nejvyššího představitele výkonné moci však tuto konvenci zrušilo.